# Manadel al-Jamadi
Manadel al-Jamadi (àrab: مناضل الجمادي, Manāḍil al-Jamādī) (Iraq, segle XX - Abu Ghraib, 4 de novembre de 2003) va ser un ciutadà iraquià, assassinat sota custòdia dels Estats Units d'Amèrica durant un interrogatori de l'Agència Central d'Intel·ligència (CIA) a la presó d'Abu Ghraib. El seu nom es va donar a conèixer l'any 2004 quan l'escàndol d'Abu Ghraib va ser notícia; el seu cadàver empaquetat en gel va servir de fons de les fotografies que es van fer somrient els especialistes de l'exèrcit estatunidenc Sabrina Harman i Charles Graner oferint cadascun un gest d'aprovació amb el polze cap amunt. Al-Jamadi havia estat sospitós d'un atac amb bomba que va matar 12 persones a una instal·lació de la Creu Roja de Bagdad.
Al-Jamadi va morir mentre estava suspès pels canells i les mans emmanillades a l'esquena, una posició considerada de tortura pels grups de defensa dels drets humans. Una autòpsia militar va declarar que la mort d'al-Jamadi va ser un homicidi, però ningú va ser acusat de la seva mort. El 2011, el fiscal general Eric Holder va dir que havia obert una investigació penal completa sobre la mort d'al-Jamadi però, l'agost de 2012, va anunciar que no es presentarien càrrecs penals.

## Tortura i assassinat

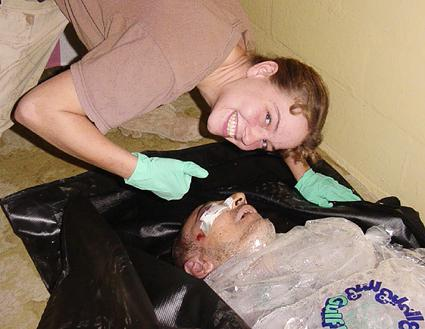
Sabrina Harman, posant sobre el cos de Manadel al-Jamadi el novembre de 2003

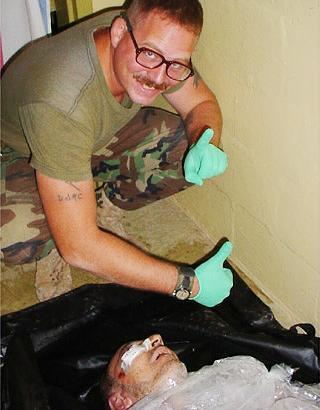
Charles Graner, posant sobre el cos de Manadel al-Jamadi el novembre de 2003

Els SEAL de la Marina estatunidenca el van detenir després de l'atemptat del 27 d'octubre de 2003 a les oficines de la Creu Roja Internacional a Bagdad, que va matar 34 persones, inclòs un soldat estatunidenc, i va deixar més de 200 ferits. Aproximadament a les 4 de la matinada del 4 de novembre de 2003 el van detenir a casa seva i, posteriorment, el van enviar a la presó, nu de cintura per avall amb només una camisa i una jaqueta porpra amb una bossa de sorra verda al cap, mentre responia les preguntes tant en àrab com en anglès amb els seus encarregats.
Un presoner fantasma (un detingut no registrat als registres) va dir que estava passiu i nerviós «com un nen espantat» i, segons es va dir, «no calia ficar-se físic amb ell», tot i que en un interrogador poc després se'l va començar a cridar i a exigir que digués on s'amagaven les armes. El 28 d'abril de 2004, les fotos fetes per Jeremy Sivits i alguns altres soldats presents a la presó es van fer públiques a través de CBS News.
Les causes de la seva mort no es van conèixer generalment fins al 17 de febrer de 2005, quan es va revelar que havia mort després d'un interrogatori infructuós de mitja hora, durant el qual, contràriament a les directrius oficials, va ser lligat pels canells a l'esquena i suspès des d'una finestra enreixada. La premsa va qualificar el tractament d'al-Jamadi com a tortura a la penjada palestina. El corresponsal d'Associated Press, Seth Hettena, va informar que 30 minuts després de començar l'interrogatori del presoner, l'interrogador de la Agència Central d'Intel·ligència (CIA) va demanar als guàrdies que el reposicionessin, que creia que estava «jugant a la sariga» (simulació de la mort) mentre s'estava encorbant amb els braços estirats darrere seu, però els guàrdies van pensar el contrari. L'especialista Dennis Stevanus va dir sobre l'interrogador i el traductor de la CIA que «després que vam saber que estava mort, estaven nerviosos» i «no sabien què dimonis fer».
Segons l'especialista Jason Kenner, diputat de la 372a Companyia de Policia Militar, els SEAL de la Marina dels EUA el van portar a la presó amb bon estat de salut; Kenner va dir que va veure que al-Jamadi semblava molt contusionat quan el van treure de les dutxes, mort. Segons Kenner, es va produir una «batalla» entre els interrogadors de la CIA i els oficials de les Forces Armades sobre qui havia de disposar del cos.
El capità Donald Reese, comandant de la 372a Companyia de Policia Militar, va donar testimoni de la mort d'al-Jamadi, dient sobre el presoner mort: «Em van dir que, quan el van portar, era combatiu, que el van portar a l'habitació i durant l'interrogatori va morir[…] [El cos] sagnava pel cap, el nas, la boca». Reese va declarar que el cadàver va ser tancat en una cambra de dutxa durant la nit i l'endemà se li va posar un degoteig intravenós; va dir que es tractava d'un intent d'amagar el que va passar a altres reclusos. Reese va dir que es va fer l'autòpsia del cos i es va establir la causa de la mort com un coàgul sanguini per un traumatisme.
El novembre de 2003, el sergent de personal Ivan Frederick va escriure un relat a la seva família comentant que els interrogadors l'havien «estressat tant que l'home va morir. [El personal de la presó] va posar el seu cos en una bossa per a cadàvers i el va empaquetar amb gel durant aproximadament vint-i-quatre hores a la dutxa. […] L'endemà van venir els metges i van posar el cos en una llitera, li van posar una intravenosa falsa al braç i se'l van emportar».
Al-Jamadi va arribar a ser conegut per alguns membres del personal d'Abu Ghraib com a «L'home del gel» i «Sr. Gèlid». Altres l'anomenaven «Bernie», una referència a la pel·lícula Aquest mort està molt viu en què un cadàver és tractat com si encara visqués.

## Investigació
El 28 de maig de 2005, una cort militar, formada per oficials del Comandament de Guerra Especial Naval, va sentenciar que el tinent dels SEAL Andrew K. Ledford no va ser culpable de cap dels quatre càrrecs imputats en una investigació de la Marina estatunidenca. Les acusacions van fer referència a haver colpejat al-Jamadi, haver permès que els soldats del seva unitat colpegessin al-Jamadi i altres presoners, haver mentit als investigadors de la Marina sobre els incidents i haver actuat d'una manera impròpia d'un oficial per posar-se amb altres SEAL en una fotografia de celebració amb al-Jamadi encaputxat i emmanillat.
L'agost de 2007, Thomas Pappas, l'oficial de major rang present durant l'interrogatori i el moment de la mort, va rebre plena immunitat a canvi del seu testimoni en el judici militar del seu subordinat, el tinent coronel Steven L. Jordan, que va ser absolt. El 2011, John Durham, advocat dels Estats Units designat pels republicans de Connecticut encarregat d'investigar la CIA, va començar a citar testimonis davant un gran jurat federal secret a Alexandria (Virgínia), que investigava, entre altres coses, la mort d'al-Jamadi.

## En altres mitjans
Anthony Diaz, Jeffery Frost, Sabrina Harman i Javal Davis van ser entrevistats a la pel·lícula de 2008 Standard Operating Procedure sobre l'existència i la mort d'al-Jamadi a la presó d'Abu Ghraib.